# Puerto de Catarina
Puerto de Catarina är en ort i Mexiko.   Den ligger i kommunen Degollado och delstaten Jalisco, i den centrala delen av landet, 300 km väster om huvudstaden Mexico City. Puerto de Catarina ligger 2 054 meter över havet och antalet invånare är 131.
Terrängen runt Puerto de Catarina är huvudsakligen lite kuperad. Puerto de Catarina ligger uppe på en höjd. Runt Puerto de Catarina är det ganska tätbefolkat, med 80 invånare per kvadratkilometer. Närmaste större samhälle är Degollado, 12,4 km sydväst om Puerto de Catarina. Omgivningarna runt Puerto de Catarina är en mosaik av jordbruksmark och naturlig växtlighet.